# Kontorsstol

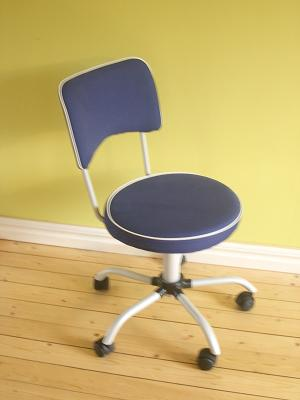
En kontorsstol av lite enklare typ

Kontorsstolen används idag på de allra flesta arbetsplatserna och i hemmet. Det som skiljer en kontorsstol från en annan stol anses vara att den går att rotera, detta tack vare att stolens fötter och sits är sammankopplade med ett centralt placerat ben. Det är även vanligt att kontorsstolen har hjul.
På kontor finns också besöksstolar för möten.

## Historia
Kontorsstolen sägs ha uppfunnits av den amerikanska presidenten Thomas Jeffersson redan 1766. Han sägs ha köpt en windsorstol som han sedan modifierade för att ge stolen den snurrfunktion som idag karakteriserar kontorsstolen.

## Statens inköp av kontorsstolar
2010 köptes kontors-/arbetsstolar för omkring 68 miljoner kronor.
Statens inköp av kontors-/ arbetsstolar per år i miljoner kronor:
- 2006 – 67
- 2007 – 62
- 2008 – 61
- 2009 – 64
- 2010 – 68

Källa: Kammarkollegiet (enligt Publikt länk i källor).

## Tillverkare av kontorsstolar
- SEDUS 1871 grundades möbel- och stolstillverkaren Sedus i tyska Wadshut.
- HÅG Den norska stolstillverkaren Håg grundades 1943 och är idag en av de stora på den nordiska marknaden.
- RH-stolen RH-Stolen grundades i Sverige 1977.
- JOC Möbel AB Vetlanda En svensk tillverkare av bland annat kontorsstolar under mitten av 1900-talet. Företaget finns idag inte kvar.
- Herman Miller Tillverkaren av USA:s och kanske världens kändaste och mest sålda kontorsstol, Aeron, grundades 1905 men gjorde sina första kontorsmöbler 1942.
- Malmstolen AB Svensk tillverkare av kontorsstolar med tillverkning i Hunnebostrand på Västkusten